# MUSS
MUSS (англ. MUltifunctional Self protection System, нім. Multifunktionales Selbstschutz-System) — багатофункціональна система активного самозахисту, є активною системою протидії, яка розроблена для захисту військової техніки від протитанкових ракет. Виробник EADS Deutschland GmbH. Система активного захисту MUSS розроблялася на замовлення Федерального бюро по військовій техніці і закупівель США до 2003 року. MUSS важить від 65 до 160 кг, в залежності від комплектації устаткування і застосування. При виявленні загрози система реагує протягом 1 - 1,5 секунди, активуючи постановку димової завіси або направляючи інфрачервоний сигнал перешкоди на пускову платформу.
MUSS складається з трьох основних елементів:

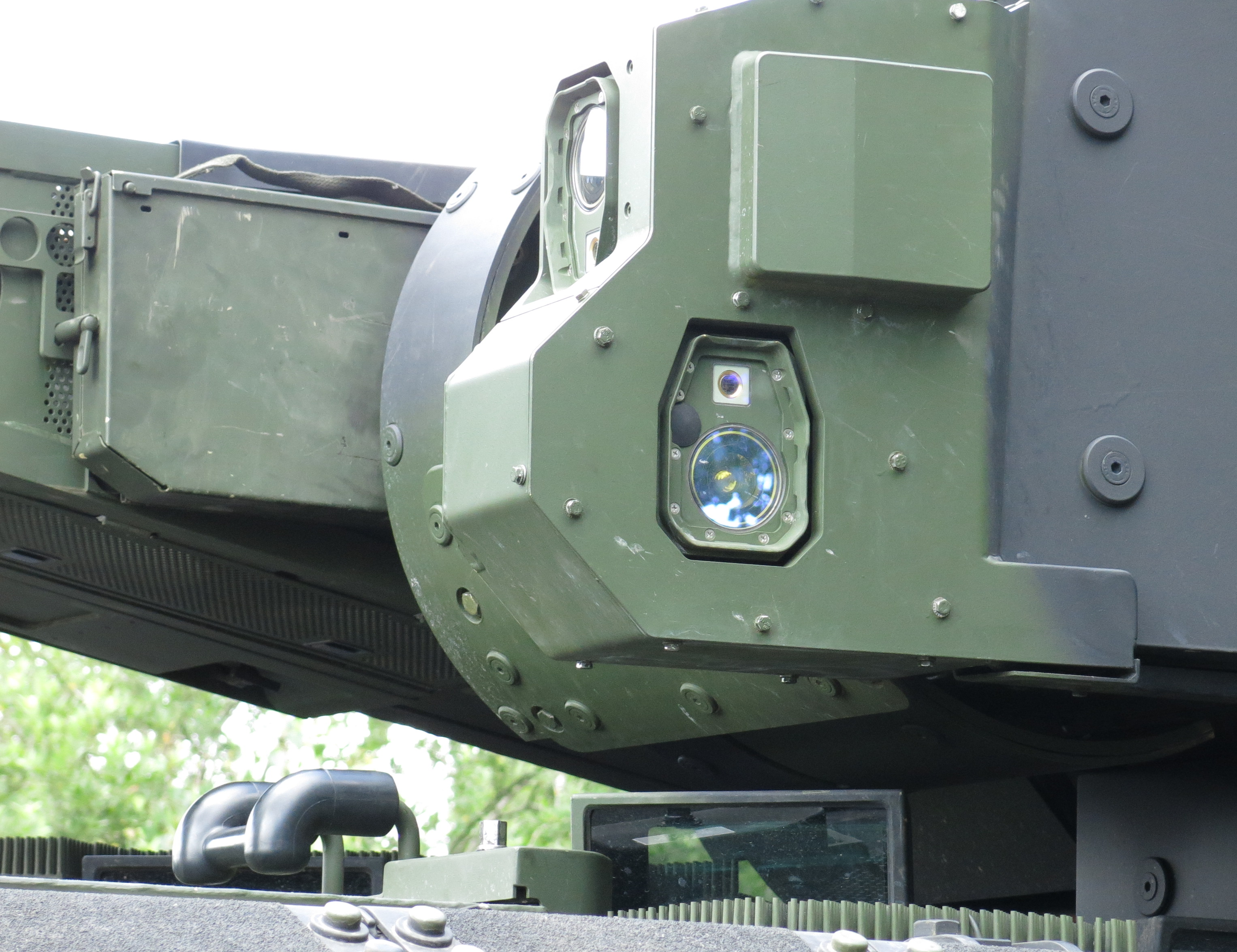
Датчики на башті БМП «Пума»

(1) датчиків попередження, заснованих на УФ датчиках попередження про ракети MILDS виробництва EADS і лазерного детектора, які виявляють ракети які підлітають або лазерний промінь, спрямований на об'єкт, що захищається і повідомляє про це в (2) центральний комп'ютер системи MUSS, який, в свою чергу активує (3) електронні або піротехнічні засоби протидії, щоб вразити або збити з шляху загрозу, що має значно знизити ймовірність попадання.
Система MUSS була обрана німецьким міністерством оборони для захисту нових бойових машин піхоти Пума. У 2006 році був підписаний контракт з EADS на установку систем на перші шість дослідних зразків.